# Prasophyllum gibbosum
Prasophyllum gibbosum är en orkidéart som beskrevs av Robert Brown. Prasophyllum gibbosum ingår i släktet Prasophyllum och familjen orkidéer. Inga underarter finns listade i Catalogue of Life.